# Tmesi
In metrica la tmesi (dal greco tmêsis, «taglio») consiste nella divisione di una parola in due parti, delle quali una conclude un verso, l'altra inizia quello successivo.
Il seguente esempio, tratto da Pascoli, testimonia l'uso che alcuni poeti italiani di fine Ottocento fecero della tmesi in poesia:
mente pascono»
(Giovanni Pascoli, La via ferrata, 1-2)
Per tmesi si intende anche la separazione di una parola in due componenti morfologiche, con l'interposizione di elementi lessicali fra la prima e la seconda parte. Comune nelle lingue classiche, questo tipo di tmesi è praticamente assente nella poesia italiana.